# Dysstroma strigulata
Dysstroma strigulata är en fjärilsart som beskrevs av Fabricius 1794. Dysstroma strigulata ingår i släktet Dysstroma och familjen mätare. Inga underarter finns listade i Catalogue of Life.